# Record de France de natation dames du 400 mètres 4 nages
Progression du record de France de natation sportive dames pour l'épreuve du 400 mètres 4 nages.

## Bassin de 50 mètres
| Temps         | Athlète                       | Naissance | Âge   | Club                                           | Compétition                | Lieu      | Date          |
| ------------- | ----------------------------- | --------- | ----- | ---------------------------------------------- | -------------------------- | --------- | ------------- |
| 4 min 45 s 84 | Laure Manaudou                | 1986      | 20    | Cercle des Nageurs de Melun Val de Seine       |                            | Mulhouse  | 12 mars 2006  |
| 4 min 40 s 06 | Laure Manaudou                | 1986      | 20    | Cercle des Nageurs de Melun Val de Seine       | Championnats de France (f) | Tours     | 11 mai 2006   |
| 4 min 38 s 23 | Camille Muffat Joanne Andraca | 1989 1988 | 19 20 | Olympic Nice Natation AC Hyères                | Championnats de France (f) | Dunkerque | 20 avril 2008 |
| 4 min 37 s 55 | Lara Grangeon                 | 1991      | 23    | Cercle des nageurs calédoniens                 | Championnats de France (f) | Limoges   | 5 avril 2015  |
| 4 min 36 s 17 | Fantine Lesaffre              | 1994      | 23    | Montpellier Méditerranée Métropole UC Natation | Championnats d'Europe (s)  | Glasgow   | 3 août 2018   |
| 4 min 34 s 17 | Fantine Lesaffre              | 1994      | 23    | Montpellier Méditerranée Métropole UC Natation | Championnats d'Europe (f)  | Glasgow   | 3 août 2018   |

## Bassin de 25 mètres
| Temps         | Athlète                        | Naissance | Âge | Club                                           | Compétition                                     | Lieu             | Date                             |
| ------------- | ------------------------------ | --------- | --- | ---------------------------------------------- | ----------------------------------------------- | ---------------- | -------------------------------- |
| 4 min 39 s 74 | Cylia Vabre                    | 1984      | 21  | Lyon Natation                                  | Championnats d'Europe (s)                       | Trieste          | 11 décembre 2005                 |
| 4 min 33 s 73 | Laure Manaudou                 | 1986      | 20  | Canet 66 Natation                              | Championnats de France (f)                      | Istres           | 2 décembre 2006                  |
| 4 min 31 s 66 | Camille Muffat                 | 1989      | 18  | Olympic Nice Natation                          | Championnats de France (f)                      | Nîmes            | 8 décembre 2007                  |
| 4 min 31 s 38 | Camille Muffat                 | 1989      | 18  | Olympic Nice Natation                          | Championnats d'Europe (f)                       | Debrecen         | 16 décembre 2007                 |
| 4 min 30 s 65 | Camille Muffat                 | 1989      | 19  | Olympic Nice Natation                          | Championnats d'Europe (f)                       | Rijeka           | 14 décembre 2008                 |
| 4 min 29 s 14 | Lara Grangeon                  | 1991      | 24  | Cercle des nageurs calédoniens                 | Championnats d'Europe (s)                       | Netanya          | 2 décembre 2015                  |
| 4 min 27 s 31 | Lara Grangeon Fantine Lesaffre | 1991 1994 | 24  | Cercle des nageurs calédoniens Stade de Vanves | Championnats d'Europe (f) Championnats du monde | Netanya Hangzhou | 2 décembre 2015 22 décembre 2018 |